# KS 150
El KS 150 es un modelo de reactor refrigerado por gas que utiliza agua pesada como moderador. Se construyó un único ejemplar, el reactor A-1, en la central nuclear de Bohunice, en Jaslovské Bohunice, Checoslovaquia. La planta sufrió una serie de accidentes, el peor de ellos el 22 de febrero de 1977, clasificado INES-4. Desde 1979, la planta ha estado cerrada.

## Historia
La decisión de construir una planta nuclear en Checoslovaquia se tomó en 1956. La construcción del A-1 en Jaslovské Bohunice (al oeste de Eslovaquia) comenzó en 1958 y llevó un total de 16 años, superando lo esperado. La planta se puso en marcha el 24 de octubre de 1972.
El reactor KS 150 se construyó enteramente en Checoslovaquia utilizando un diseño conjunto con la Unión Soviética, por parte de Škoda Works. Una ventaja del diseño era su capacidad de usar uranio no enriquecido extraído en Checoslovaquia, de forma similar a un reactor CANDU.
Debido a su diseño experimental, la planta sufrió varios accidentes que resultaron en más de 30 cortes de suministros no planificados. El 5 de enero de 1976, dos trabajadores murieron debido a una fuga de dióxido de carbono, que se utilizaba como refrigerante. Ocurrió un fallo técnico durante el repostaje y uno de los tanques se desprendió del reactor y cayó en la cámara. El accidente más grave sufrido en la central está clasificado como INES-4. El daño era reparable con una gran inversión, pero el 17 de mayo de 1979 el gobierno, poco satisfecho con los altos costes, el bajo rendimiento y los accidentes, decidió cerrar la planta. También se cancelaron los planes para construir un segundo reactor, A-2.
Los accidentes se mantuvieron en secreto, aunque varios rumores de lo sucedido se filtraron entre la población.
La planta nuclear A-1 estuvo en funcionamiento durante un total de 19 261 horas en las que generó 1464 GWh y suministró 916 GWh a la red. La potencia máxima que alcanzó fue de 127 MW.
Se espera que el proceso de cierre, descontaminación y desmantenimiento de la planta finalice en 2033.

## Detalles técnicos
El KS 150 es un reactor refrigerado por gas y moderado por agua pesada, capaz de repostar durante la operación.
Setenta alambres de uranio, cada uno revestido de un compuesto de magnesio y berilio, se juntan en un haz para formar una barra de combustible.
El tanque de presión del reactor es de acero al carbono de 15 cm en forma cilíndrica con un diámetro de 5.1 m y una altura de 20 m. Dentro del tanque de presión (en la zona activa) se encuentra un tanque cilíndrico de aleación de aluminio-magnesio-silicio para el moderador de agua pesada.
Los canales de combustible son verticales, y cada uno contiene una única barra de combustible  con dióxido de carbono como refrigerante. El núcleo está en un tanque presurizado para permitir el repostaje durante la operación. El moderador de agua pesada se refrigera en un circuito separado.
El gas de dióxido de carbono usado como refrigerante principal se bombea alrededor de las barras de combustible. Tras recibir el calor de las barras, se lleva a seis generadores de vapor. El vapor resultante alimenta tres turbogeneradores.
- Combustible: uranio no enriquecido, 23.1 toneladas en el reactor.
- Núcleo: diámetro 3.56 m, altura 4 m.
- Gas refrigerante en la salida del reactor: presión 5.4 MPa (~54 atm), temperatura 426°C.
- Eficiencia de conversión: 18.5%.
- Agua pesada moderadora: temperatura 65 °C (máximo 90 °C)
- Capacidad: 143 MWe.

## Accidente de 1977
El 22 de febrero de 1977, durante un cambio de combustible, una combinación de errores humanos y problemas de diseño causaron el peor accidente nuclear en la historia de Checoslovaquia. Algunas de las barras de combustible estaban siendo reemplazadas mientras el reactor estaba activo siguiendo un procedimiento estándar. En esa ocasión, sin embargo, los absorbedores de humedad que cubrían las barras no se retiraron, causando un sobrecalentamiento local del combustible (ya que la transmisión de calor al gas refrigerante se redujo). La zona activa sufrió daños, el agua pesada entró en contacto con el refrigerante y tanto el circuito primario como el secundario se contaminaron.
El incidente se clasificó como escala 4 en la Escala Internacional de Accidentes Nucleares (en comparación el accidente de Three Mile Island fue de nivel 5).
El 25% de los elementos combustibles en el reactor sufrieron daños debido al error. Los operarios no retiraron las bolas de gel de sílice que habían caído en la nueva barra de combustible desde un paquete dañado (no existía ningún procedimiento para comprobar el interior de las barras, por lo que solo se retiraban las bolas de la parte superior). Los paquetes de gel de sílice se utilizaban para mantener el combustible no utilizado seco durante el almacenamiento y el transporte. Las bolas de gel bloquearon el flujo de refrigerante, lo que resultó en un sobrecalentamiento del combustible y del canal de presión que lo sostenía. Como consecuencia del sobrecalentamiento, el agua pesada se filtró en la parte del reactor en la que estaban las barras de combustible, el revestimiento de estas sufrió corrosión y una importante cantidad de radiactividad se filtró en el circuito refrigerante primario (CO2). A través de fugas en los generadores de vapor (similares a los de un reactor Magnox) algunas partes del circuito secundario también se contaminaron.